# Diplazon laetatorius
Diplazon laetatorius là một loài tò vò trong họ Ichneumonidae.

## Hình ảnh

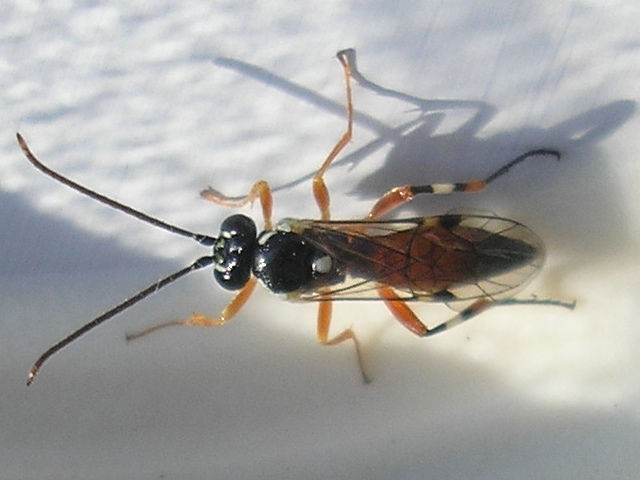
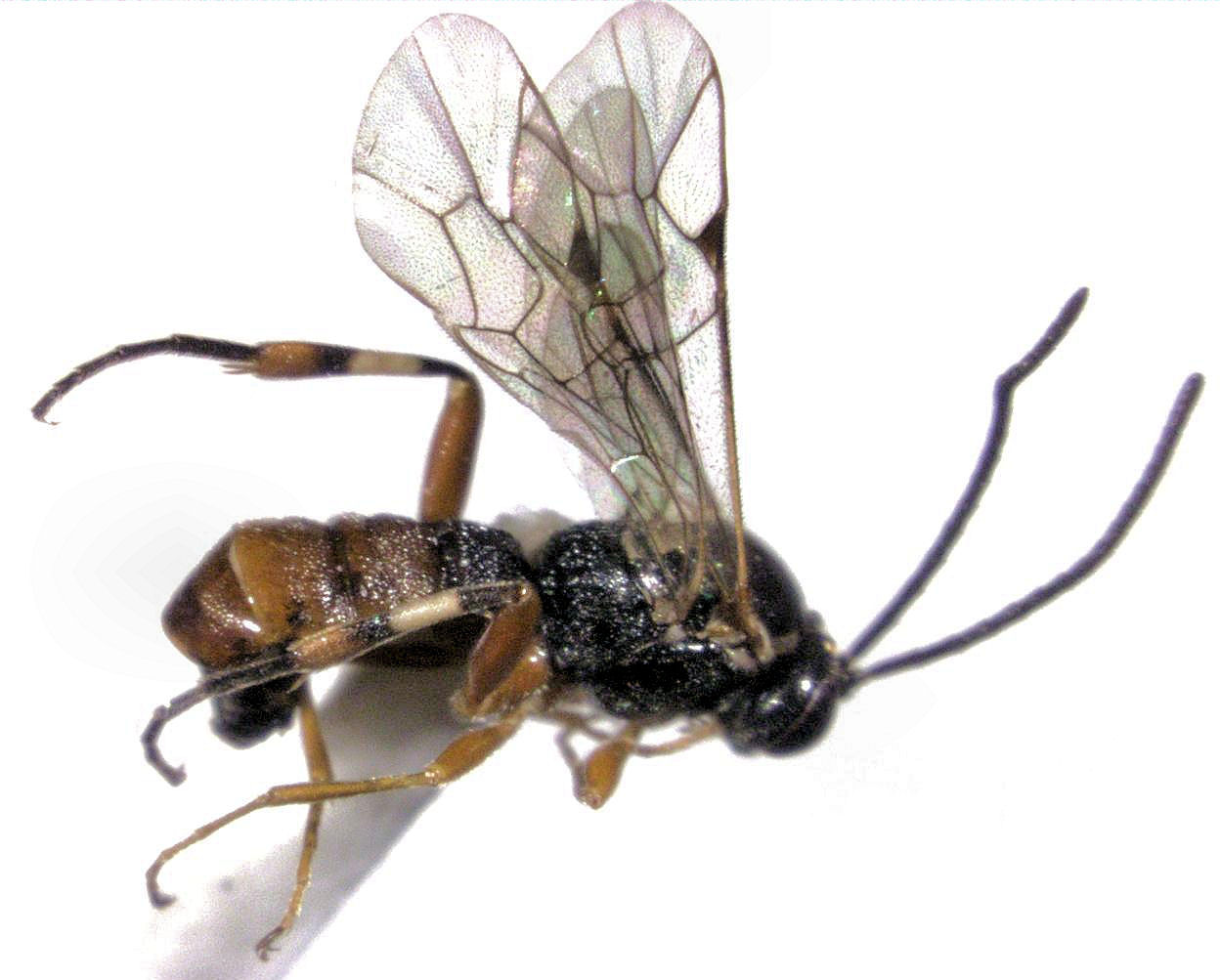
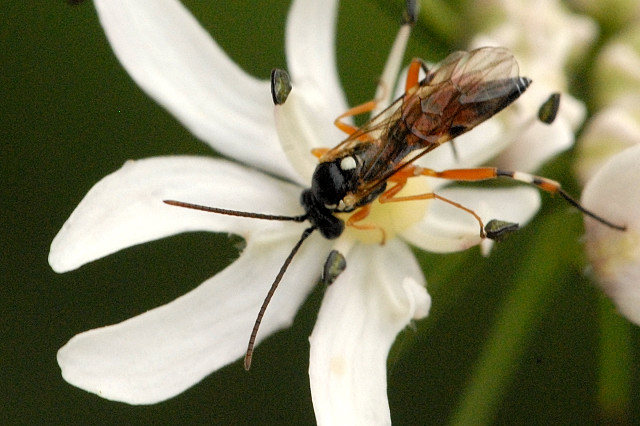
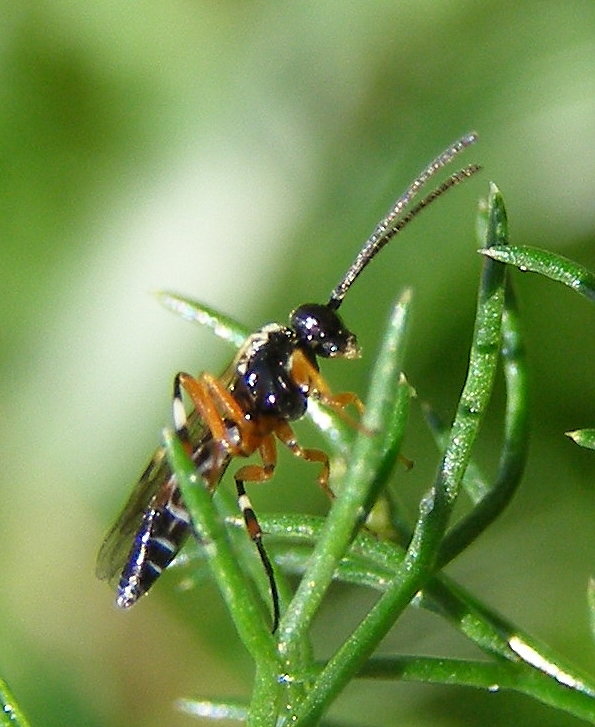
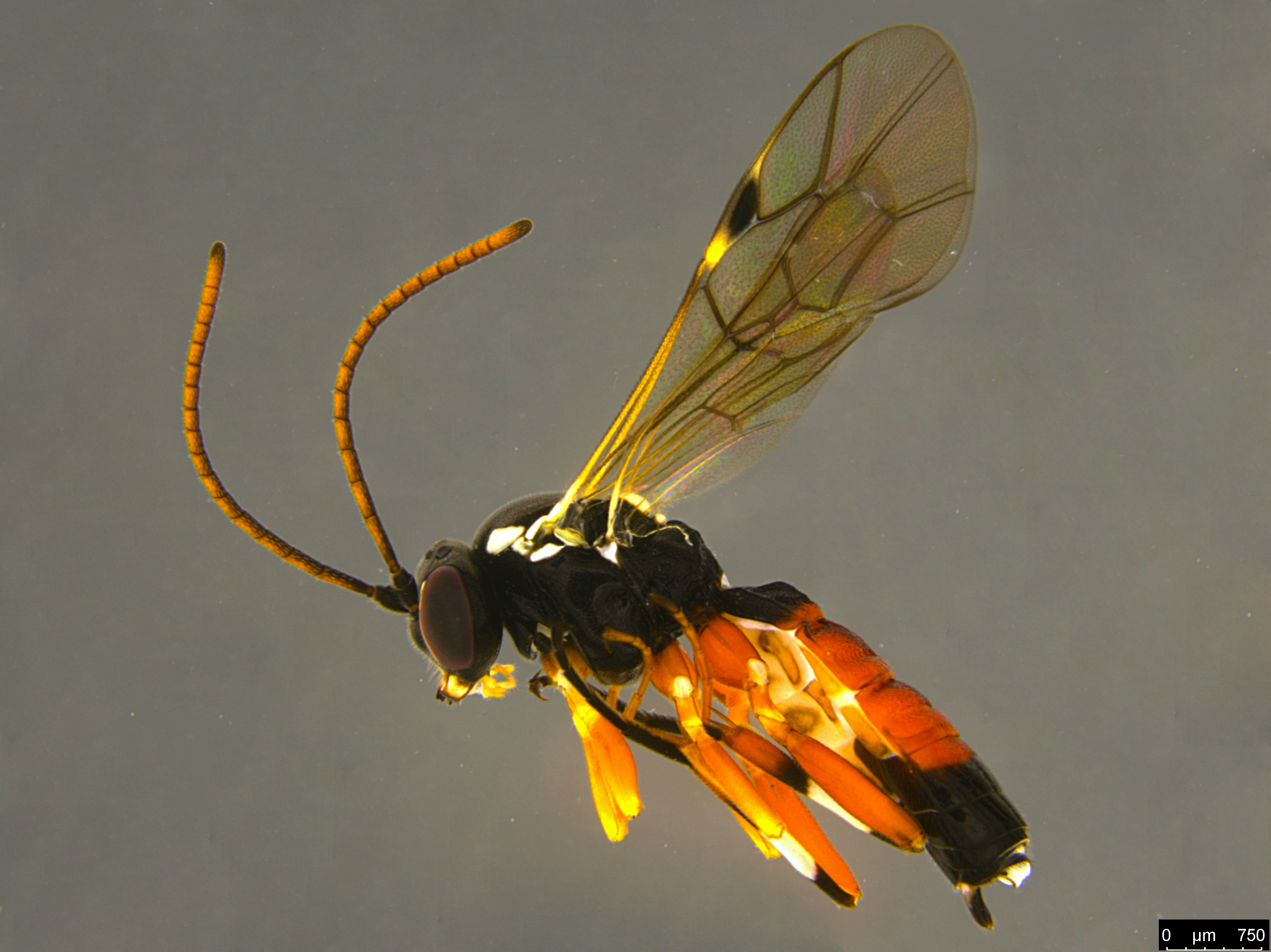